# 토요 MLB 라이브
《토요 MLB 라이브》는 2016년 4월 9일부터 2017년 9월 23일까지 MBC TV에서 방영된 스포츠 프로그램이다.

## 기획의도
코리안 메이저리거들의 경기 실황을 중계하는 스포츠 중계 프로그램이다.

## 역대 출연자
- 캐스터: 김나진
- 해설: 김선우, 김형준
- 패널: 이재은

## 방송 시간
| 방송 채널 | 방송 기간                         | 방송 기간                      | 방송 분량  |
| --------- | --------------------------------- | ------------------------------ | ---------- |
| MBC TV    | 2016년 4월 9일 ~ 2016년 10월 29일 | 매주 토요일 오전 8:00 ~ 12:00  | 4시간      |
| MBC TV    | 2017년 4월 8일 ~ 2017년 8월 19일  | 매주 토요일 오전 10:00 ~ 12:00 | 2시간      |
| MBC TV    | 2017년 8월 26일                   | 매주 토요일 오전 11:00 ~ 1:30  | 2시간 30분 |
| MBC TV    | 2017년 9월 2일                    | 매주 토요일 오전 11:00 ~ 1:15  | 2시간 15분 |
| MBC TV    | 2017년 9월 9일                    | 매주 토요일 오전 9:30 ~ 12:05  | 2시간 35분 |
| MBC TV    | 2017년 9월 16일                   | 매주 토요일 오전 9:15 ~ 12:15  | 2시간 35분 |
| MBC TV    | 2017년 9월 23일                   | 매주 토요일 오전 10:35 ~ 1:30  | 2시간 55분 |

## 같이 보기
- 메이저리그 다이어리
- MLB 핫토크